# تشارلز نوريس
تشارلز نوريس (بالإنجليزية: Charles Norris)‏ هو طبيب شرعي ‏ أمريكي، ولد في 4 ديسمبر 1867 في هوبوكين في الولايات المتحدة، وتوفي في 11 سبتمبر 1935 في نيويورك في الولايات المتحدة.

## وصلات خارجية
- تشارلز نوريس على موقع إن إن دي بي (الإنجليزية)